# Liste des ambassadeurs d'Espagne en Belgique
L’ambassadeur d'Espagne en Belgique est le représentant légal le plus important du royaume d'Espagne au royaume de Belgique. Nommé en Conseil des ministres, il dirige les offices qui dépendent de l'Ambassade dont le siège est à Bruxelles. De même, il informe le gouvernement espagnol sur l'évolution des évènements en Belgique, négocie au nom de l'Espagne et peut signer ou ratifier des conventions. Il observe le développement des relations bilatérales dans tous les domaines et s'assure de la protection des intérêts espagnols et de ces citoyens en Belgique.
Le premier diplomate espagnol en poste à Bruxelles est le comte Pedro d'Alcantara d'Argaiz, chargé d'affaires en Belgique à partir du 15 juillet 1834.

## Ambassadeurs successifs (titre d'ambassadeur depuis 1921)
La liste est complète .
| Début             | Fin               | Ambassadeur                                 | Observations |
| ----------------- | ----------------- | ------------------------------------------- | --- |
| 15 juillet 1834   | 1836              | Pedro d'Alcantara d'Argaiz                  | Chargé d'affaires, chevalier, premier diplomate espagnol en poste en Belgique. |
| 28 octobre 1836   | 11 août 1838      | Joaquim Zamorano                            | Chargé d'affaires, chevalier, remplace le chevalier d'Argaiz qui avait refusé de prêter serment à la Constitution espagnole. |
| 11 août 1838      | 1840              | Juan d'Antonio y Zayas                      | Chargé d'affaires, chevalier. |
| 1841              | 1842              | Francisco de Paula Quadrado de Roo          | Ministre résident. |
| 1842              |                   | Salustiano Olózaga                          | Ministre plénipotentiaire auprès du roi des Français, en mission extraordinaire auprès du roi des Belges. |
| 24 août 1844      | 1850              | Salvador de Zea Bermudez y Buzo             | Ministre résident, comte de Colombi. |
| 4 février 1850    | 22 septembre 1851 | José de Nebiet                              | Ministre résident, comte. |
| 7 mars 1852       | 20 février 1853   | Antonio Luis de Arnáu y Gutiérrez           | Ministre résident, chevalier. |
| 1er mars 1853     | 29 octobre 1862   | Eduardo Sancho                              | Ministre résident, chevalier. |
| 29 octobre 1862   | 1er février 1864  | Diego Coello de Portugal y Quesada          | Ministre résident |
| 21 février 1864   |                   | Juan Quiñones de León y Santalla            | Marquis de Montevirgen |
| 24 juillet 1865   |                   | Tomás Ligués y Bardají                      | Marquis de Alhama |
| 24 août 1866      | 29 février 1868   | Cayo Quiñones de León y Santalla            | Marquis de San Carlos |
| 1868              | 1870              | Eduardo Asquerino García                    | |
| 1870              | 1871              | Juan Pedro Aladro Kastriota                 | Chargé d'affaires |
| 17 décembre 1871  | 1872              | Adolfo Patxot y Achaval                     | Chevalier |
| 5 octobre 1872    | 14 décembre 1872  | José Antonio Aguilar y Coronel del Castillo | |
| 6 septembre 1874  |                   | Carlos Manuel O’Donnell y Álvarez de Abreu  | Duc de Tétouan |
| 1875              | 19 octobre 1875   | José Álvarez de Toledo                      | Comte de Xiquena |
| 6 novembre 1875   | 1886              | Rafael Carlos Merry del Val                 | |
| 17 mai 1886       | 1888              | Juan Valera y Alcala Galiano                | |
| 25 septembre 1888 | 1895              | José Gutiérrez de Agüera                    | |
| 3 septembre 1895  | 1898              | Cipriano Muñoz y Manzano                    | Comte de la Viñaza |
| 18 janvier 1898   | 1902              | Wenceslao Ramírez de Villa-Urrutia          | Marquis de Villa-Urrutia |
| 12 juillet 1902   | mai 1904          | José Brunetti y Gayoso                      | Duc de Arcos |
| 15 juin 1904      | 1906              | Juan Pérez Caballero y Ferrer               | |
| 30 septembre 1906 | 27 février 1911   | Arturo de Baguer y Corsi                    | |
| 23 juin 1911      | 10 mars 1913      | Alfonso Merry del Val                       | |
| 10 mars 1913      | 9 juillet 1926    | Rodrigo de Saavedra y Vinent                | Marquis de Villalobar, premier ambassadeur en 1921 Álvaro de Aguilar |
| 1926              | 1928              | Emilio de Palacios y Fau                    | |
| 21 décembre 1928  | 16 avril 1931     | Francisco Gutiérrez de Agüera y Bayo        | |
| 1931              | 1934              | Salvador Albert                             | |
| 1934              | 1936              | Manuel Aguirre de Cárcer                    | |
| 1936              | 1937              | Ángel Ossorio                               | |
| 1937              | 1939              | Mariano Ruiz-Funes                          | Chargé d'affaires |
| 1939              | 1939              | Ernesto de Zulueta y Isasi                  | Chargé d'affaires et représentant du gouvernement de Burgos (1936-1939) |
| 1939              | 1941              | Eduardo Aunós Pérez                         | Chargé d'affaires |
| 1945              | 1948              | Antonio Gullón Gómez                        | Chargé d'affaires |
| 1948              | 1951              | Miguel Espelius y Pedroso                   | Chargé d'affaires |
| 23 février 1951   | 1964              | Carlos de Miranda y Quartín                 | Ambassadeur, comte |
| 18 décembre 1964  | 1967              | José Núñez Iglesias                         | À partir du 28 octobre 1965, l'Ambassadeur d'Espagne n'est plus le représentant de l'Espagne auprès de la Communauté économique européenne. Il est remplacé par un représentant dédié, le premier étant Alberto Ullastres Calvo , |
| 24 mai 1967       | 1972              | Jaime Alba y Delibes                        | [ 11 ] |
| 1972              | 1973              | Ángel Sanz Briz                             | |
| 1973              | 1976              | Francisco Javier Elorza y Echániz           | |
| 8 octobre 1976    | 24 juillet 1982   | Nuño Aguirre de Cárcer y López de Sagredo   | [ 12 ] |
| 24 septembre 1982 | 7 novembre 1985   | Fernando Olivié González-Pumariega          | [ 13 ] |
| 7 novembre 1985   | 22 septembre 1990 | Mariano Berdejo Rivera                      | Jusqu'au référendum sur le maintien de l'Espagne dans l'OTAN, en octobre 1986, l'Ambassadeur représentait aussi l'Espagne auprès du Conseil de l'Atlantique nord et de la Communauté européenne de l'énergie atomique.            |
| 22 septembre 1990 | 14 mai 1994       | Nicolás Martínez-Fresno y Pavía             | - |
| 4 juin 1994       | 7 juin 1997       | Joaquín Ortega Salinas                      | - |
| 7 juin 1997       | 11 juillet 2000   | Manuel de Benavides y López-Escobar         | - |
| 11 juillet 2000   | 18 septembre 2004 | Francisco Fernández Fábregas                | - |
| 18 septembre 2004 | 30 octobre 2007   | María Victoria Morera Villuendas            | - |
| 30 octobre 2007   | 6 novembre 2010   | Carlos Gómez-Múgica Sanz                    | - |
| 6 novembre 2010   | 2012              | Silvia Iranzo Gutiérrez                     | - |
| 30 mars 2012      | 2016              | Ignacio Mattellanes Martinez                | - |
| 23 décembre 2016  | 2018              | Cecilia Yuste Rojas                         | - |
| 14 septembre 2018 | en poste          | Beatriz Larrotcha Palma                     | - |